# Catherine Winkworth
Catherine Winkworth (13 septembre 1827 - 1er juillet 1878) est une écrivaine et éducatrice anglaise. Elle traduit la tradition chorale allemande d'hymnes religieux pour les anglophones, pour laquelle elle est reconnue liturgiquement par l'Église épiscopale et l'Église évangélique luthérienne d'Amérique. Elle milite pour des opportunités éducatives plus larges pour les filles et traduit les biographies de deux fondateurs de fraternités religieuses. À 16 ans, Winkworth semble avoir inventé un jeu de mots politique autrefois bien connu, peccavi, « I have Sindh », relatif à l'occupation britannique du Sind.

## Jeunesse
Catherine Winkworth est née le 13 septembre 1827 au 20 Ely Place Holborn  à la périphérie de la City de Londres. Elle est la quatrième fille d'Henry Winkworth, un marchand de soie. En 1829, sa famille déménage à Manchester, où son père possède une filature de soie. Winkworth étudie avec le révérend William Gaskell, ministre de la Cross Street Chapel, et avec le Dr James Martineau, tous deux d'éminents unitariens britanniques. L'historien urbain Harold L. Platt note qu'à l'époque victorienne « l'importance de l'appartenance à cette congrégation unitarienne ne peut pas être surestimée : en tant que source du libéralisme de Manchester, elle exerce une énorme influence sur la ville et la nation pendant une génération ».
Elle déménage ensuite avec la famille à Clifton, près de Bristol. Sa sœur Susanna Winkworth (1820-1884) est également traductrice, principalement d'ouvrages de dévotion allemands.

## Tradition chorale
Catherine Winkworth passe un an à Dresde, durant lequel elle s'intéresse à l'hymne allemand. Vers 1854, elle publie son livre Lyra Germanica, recueil d'hymnes allemands qu'elle a choisis et traduits en anglais. Une autre collection suit en 1858. En 1863, elle publie The Chorale Book for England, coédité par les compositeurs William Sterndale Bennett et Otto Goldschmidt. En 1869, elle publie Christian Singers of Germany.
Selon The Harvard University Hymn Book, Winkworth « a fait plus que tout autre individu pour mettre le riche héritage de l'hymne allemand à la disposition du monde anglophone ». Quatre exemples de traductions de sa main sont publiés dans The Church Hymn Book 1872 (Nos 344, 431, 664 et 807) .
Parmi les chorals les plus connus traduits par Winkworth figurent « From Heaven Above to Earth I Come » (« Vom Himmel hoch, da komm ich her », Martin Luther, 1534) ; "Wake, Awake, for Night Is Flying" (" Wachet auf, ruft uns die Stimme ", Philipp Nicolai, 1599); « How Brightly Beams the Morning Star! ! » (" Wie schön leuchtet der Morgenstern ", Nicolai, 1597); et l'hymne de Noël "A Spotless Rose" (" Es ist ein Ros entsprungen ", anon, 1599) ,. Elle traduit " Die güldne Sonne voll Freud und Wonne " de Gerhardt en " The golden sunbeams with their joyous gleams ".

## L'éducation des femmes
Winkworth est également profondément impliquée dans la promotion de l'éducation des femmes, en tant que secrétaire de la Clifton Association for Higher Education for Women, et partisane de la Clifton High School for Girls, où une école porte son nom  et membre de Collège des dames de Cheltenham. Elle est également gouverneur de la Red Maids' School à Westbury-on-Trym dans la ville de Bristol .
Winkworth traduit les biographies de deux fondatrices de fraternités pour les pauvres et les malades : Life of Pastor Fliedner, 1861, et Life of Amelia Sieveking, 1863.
Winkworth est décrite comme « une des premières féministes » .

## Peccavi
Selon l'Encyclopedia of Britain de Bamber Gascoigne (1993), c'est Catherine Winkworth qui, apprenant la campagne impitoyable et non autorisée, mais réussie du général Charles James Napier, pour conquérir la province indienne du Sind », fait remarquer à son professeur que la dépêche de Napier au gouverneur général de l'Inde, après la capture du Sind, aurait dû être Peccavi » (latin pour « I have sinned » : un jeu de mots sur « I have Sind »). Elle envoie sa blague au nouveau magazine humoristique Punch, qui l'imprime le 18 mai 1844. Elle a alors seize ans.
L' Oxford Dictionary of Quotations attribue cela à Winkworth, notant qu'il lui est attribué dans Notes and Queries en mai 1954 .
Le jeu de mots est généralement attribué à Napier lui-même . La persistance de la rumeur au fil des décennies a conduit à des enquêtes dans les archives de Calcutta, ainsi qu'à des commentaires de William Lee-Warner en 1917 et de Lord Zetland, secrétaire pour l'Inde, en 1936.

## Décès
Catherine Winkworth meurt subitement d'une maladie cardiaque près de Genève le 1er juillet 1878 et est inhumée à Monnetier, en Haute-Savoie. Un monument à sa mémoire est érigé dans la cathédrale de Bristol. Elle est commémorée en tant qu'auteur d'hymnes avec John Mason Neale sur le calendrier liturgique de l'Église épiscopale (États-Unis) le 7 août et sur le calendrier des saints de l'Église évangélique luthérienne en Amérique le 1er juillet .

## Livres de cantiques
- Lyra Germanica, Hymnes pour les dimanches et fêtes principales de l'année chrétienne, Traduit de l'allemand, édition 1855 compilée par Catherine Winkworth
- The Chorale Book for England: A Complete Hymn-book for Public and Private Worship, Catherine Winkworth, William Sterndale Bennett et Otto Goldschmidt (1863)
- Lyra Germanica : la vie chrétienne, Catherine Winkworth (1868)
- Chanteurs chrétiens d'Allemagne, Catherine Winkworth (1869)
- Chansons pour le ménage : Poésie sacrée, Catherine Winkworth (1882)